# Waaslandcross

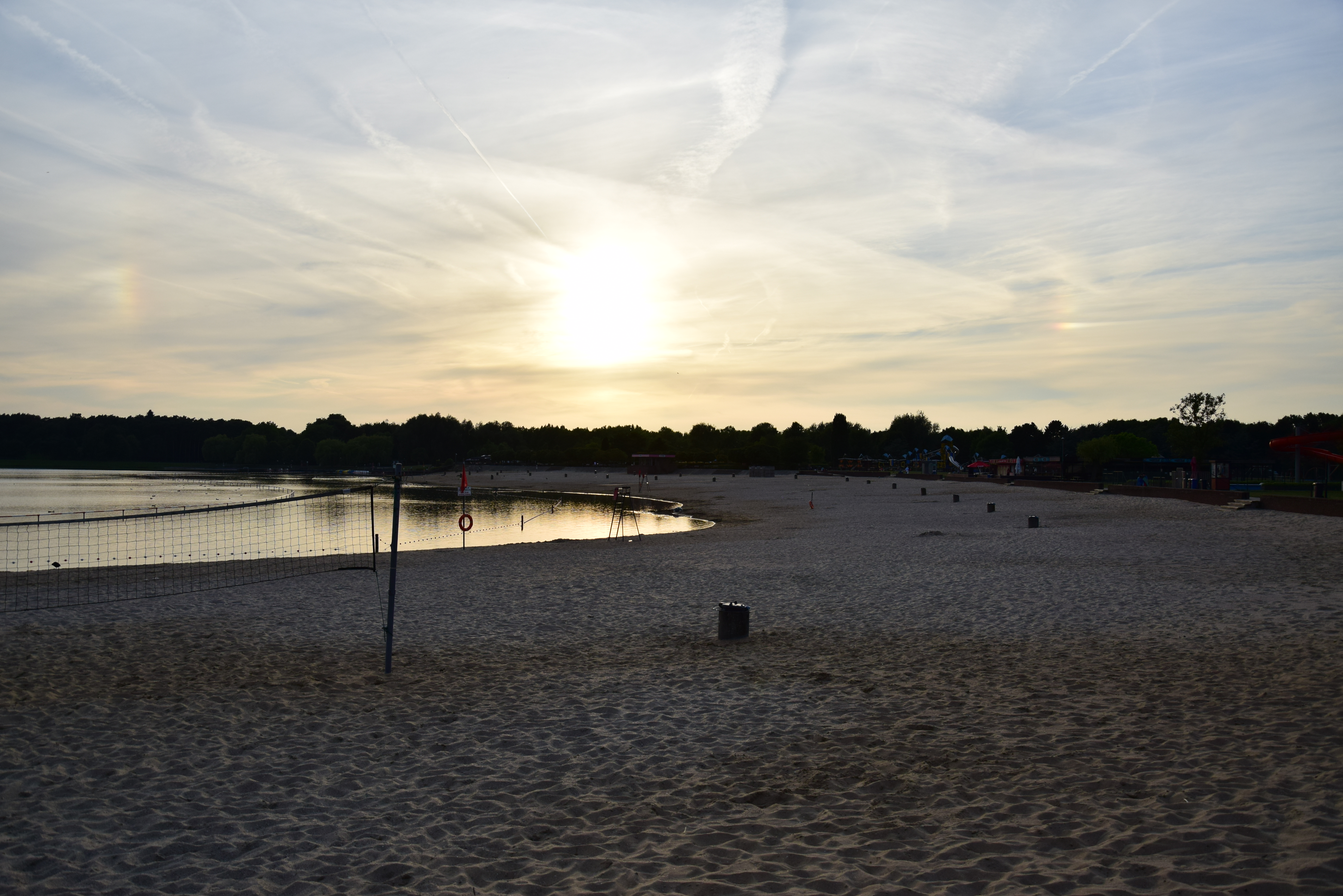
Schauplatz des Rennens: Der Strand des Freizeitparks De Ster bei Sint-Niklaas.

Der Waaslandcross ist ein belgisches Cyclocrossrennen, das in Sint-Niklaas stattfindet.

## Geschichte
Der Name des Rennens spielt auf die Region Waasland an, deren Hauptort Sint-Niklaas ist. Es wurde erstmals in der Saison 2002/2003 ausgerichtet, sein Schauplatz ist der Freizeitpark De Ster am östlichen Stadtrand, rund um einen See.
Der Termin im Rennkalender wechselte mehrfach. Anfangs wurde der Waaslandcross kurz nach Neujahr abgehalten. In der Saison 2010/2011 und der folgenden fiel er aus, 2012 kam er mit einem Termin am letzten Wochenende vor Heiligabend zurück. Lange Zeit unabhängig organisiert, erschien der Waaslandcross einmalig in der Saison 2015/2016 im Kalender der Bpost bank Trofee, als Ersatz für den Krawatencross. Seitdem gehörte er wechselnden Rennserien wie den Soudal Classics und Exact Cross an, was jeweils mit einer Terminänderung verbunden war.
Rekordsieger bei den Männern ist Sven Nys mit vier Erfolgen, ebenso viele Siege haben Sanne Cant und Lucinda Brand bei den Frauen. Das Frauenrennen wurde erstmals in der Saison 2014/2015 abgehalten.

## Siegerliste

### Männer
- 2003:  Sven Nys
- 2004:  Peter Van Santvliet
- 2005:  Tom Vannoppen
- 2006:  Sven Nys
- 2007:  Sven Nys
- 2008:  Rob Peeters
- 2009:  Bart Wellens
- 2010:  Francis Mourey
- 2011: nicht ausgetragen
- 2012 (Dez):  Sven Nys
- 2013:  Niels Albert
- 2014:  Mathieu van der Poel
- 2016 (Feb):  Laurens Sweeck
- 2016 (Nov):  Tom Meeusen
- 2017:  Wout van Aert
- 2018:  Mathieu van der Poel
- 2019:  Mathieu van der Poel
- 2021 (Feb):  Eli Iserbyt
- 2022:  Michael Vanthourenhout
- 2023:  Laurens Sweeck
- 2024:  Michael Vanthourenhout
- 2025:  Niels Vandeputte

### Frauen
- 2014 (Dez):  Sanne Cant
- 2016 (Feb):  Thalita de Jong
- 2016 (Nov):  Sanne Cant
- 2017:  Lucinda Brand
- 2018:  Sanne Cant
- 2019:  Sanne Cant
- 2021 (Feb):  Denise Betsema
- 2022:  Lucinda Brand
- 2023:  Annemarie Worst
- 2024:  Lucinda Brand
- 2025:  Lucinda Brand